# Neolamprologus tretocephalus
Neolamprologus tretocephalus är en fiskart som först beskrevs av Boulenger, 1899.  Neolamprologus tretocephalus ingår i släktet Neolamprologus och familjen Cichlidae. IUCN kategoriserar arten globalt som livskraftig. Inga underarter finns listade i Catalogue of Life.